# Poetizität
Poetizität (Neologismus des 20. Jahrhunderts; Entlehnung des russischen поэтичность) bezeichnet den sprachästhetischen Charakter eines dichterischen Werks. Die Verwendung des Begriffs geht meist mit der Annahme einher, dass diejenigen Eigenschaften eines Texts, die ihn zu einem dichterischen Text machen, sprachlicher Natur sind.

## Ausdruck
Die russische Variante des Ausdrucks „Poetizität“ – поэтичность – ist eine stilistisch neutrale Ableitung des weithin gebräuchlichen russischen Adjektivs поэтичный, „poetisch“, und besitzt daher nicht die szientistische Konnotation, die der deutsche Ausdruck durch das Suffix „-izität“ hat.

### Zur Herkunft des Ausdrucks
Aus diesem Grunde war der russisch-ukrainische Philologe Alexander Potebnja vermutlich nicht der erste, der den russischen Ausdruck verwendete; er war jedoch der erste, der ihm bereits 1862 einen zentralen Stellenwert als terminus technicus in einer Literaturtheorie zuwies. Als nach der Jahrhundertwende in Russland eine breite Rezeption seiner Schriften einsetzte, übernahmen die russischen Formalisten in ihrer Auseinandersetzung mit Potebnjas Literaturtheorie den Ausdruck und integrierten ihn in ihre eigene Literaturkonzeption. Einer von ihnen, Roman Jakobson, führte in seiner 1921 veröffentlichten Abhandlung Über die neueste russische Poesie das Synonym „Literarizität“ (литературность) ein und benutzte fortan beide Ausdrücke. Mit seiner Emigration brachte Jakobson die Ausdrücke in den Westen, wo sie seit den 1960er Jahren und mit der Ausbreitung des literaturwissenschaftlichen Strukturalismus Eingang in den literaturtheoretischen Diskurs fanden.

## Begriff
Der Begriff des Dichterischen bzw. Literarischen war im Laufe der Zeit einem starken Wandel unterworfen. Dies spricht dafür, dass es nicht nur einen Begriff des Literarischen gibt, sondern mehrere, die einander abgelöst haben oder auch miteinander konkurrieren. Das Besondere des Begriffs der Poetizität ist, dass er sich auf einen Literaturbegriff bezieht, der die Annahme impliziert, der zufolge es die sprachlichen Qualitäten eines literarischen Textes sind, die ihn von nicht-literarischen Texten unterscheiden. Damit steht der Begriff der Poetizität in Konkurrenz zu solchen Literaturbegriffen, denen zufolge das Literarische eine nicht näher zu charakterisierende „geistige“ Eigenschaft ist und sich nur in der Begeisterung wertschätzender Rezipienten offenbart. Im Gegensatz dazu ist mit dem Begriff der Poetizität der Anspruch verknüpft, dass die literarischen Eigenschaften eines Textes wissenschaftlich ermittelbar und für alle nachvollziehbar darstellbar sind. Auch wenn dieser Position heute überwiegend große Skepsis entgegengebracht wird, ist ihr Anteil am Prozess der Verwissenschaftlichung der Literaturwissenschaft nicht zu unterschätzen.

### Zur Geschichte des Begriffs
Als Potebnja den sprachästhetischen Begriff der Poetizität prägte, erfand er nicht etwas vollkommen Neues, sondern knüpfte an ältere Theorien an, namentlich an Wilhelm von Humboldts Idee der inneren Sprachform, die die Verschiedenartigkeit der Weltbilder begründen sollte, mit denen unterschiedliche Sprachen nach Humboldt verknüpft sind (vgl. Sapir-Whorf-Hypothese). Unter Berufung auf die sprachpsychologische Ausdeutung von Humboldts Idee durch Heymann Steinthal und Moritz Lazarus verstand Potebnja (a) unter der äußeren Form eines Wortes seine Lautgestalt, (b) unter der Bedeutung eines Wortes die Gesamtheit der Vorstellungen, die ein Sprecher mit dem jeweiligen Wort verbindet, und (c) unter der inneren Form eine einzelne dieser Vorstellungen, die das Übertragen von Wortbedeutungen ermöglicht. Die innere Form war für Potebnja mithin ein semantisches Merkmal von Wörtern, das den Sprachwandel als permanenten Metaphorisierungsprozess erklärt und überdies die Erkenntnis der Welt durch die in der sprachlichen Repräsentation erfolgenden Analogisierung von Gegenständen begründet.
Während nach Potebnja die inneren Formen in der Alltagssprache verloren gehen, sind sie für die dichterische Sprachverwendung konstitutiv. Dieser Umstand bedeutet, dass für Potebnja Literatur doppelt kodiert ist. Die in literarischen Werken – zu denen er auch Sprichwörter zählt – realisierten inneren Formen machen für Potebnja ihre Poetizität aus und erzeugen ein zusätzliches semantisches Potential, das über die Alltagsbedeutung der in einem literarischen Werk verwendeten Wörter hinausgeht und den literarischen Charakter begründet, indem es eine Verbindung von semantischen Einheiten des Werks erschafft, die in der Alltagsverwendung der Sprache gewöhnlich nicht bemerkt wird.
Potebnjas Begriff der inneren Form hat der Verfremdungstheorie des Formalisten Wiktor Schklowski unmittelbar Pate gestanden. Trotzdem haben die Formalisten ihre Verpflichtung gegenüber Potebnjas Theorie bald verleugnet. Sie kappten die Verbindung zur Tradition, indem sie die für Potebnja noch selbstverständliche Allianz von epistemischer und ästhetischer Funktion der Sprache im Rahmen der Literaturwissenschaft auflösten und Poetizität nicht mehr als Eigenschaft der Sprache überhaupt ansahen, sondern als denjenigen Aspekt literarischer Werke, der Gegenstand der Literaturwissenschaft ist (ohne damit andere ihrer Aspekte grundsätzlich zu leugnen). So gesehen definierte Poetizität für die russischen Formalisten das Gegenstandsgebiet der Literaturwissenschaft. Dieses bestand für sie zeitweise vor allem in den äußeren Formen. Stillschweigend aber wahrten sie Potebnjas Erbe insofern, als schon er Poetizität als ästhetische Eigenschaft der Sprache begriff.